# Heteropachylus peracchii
Heteropachylus peracchii is een hooiwagen uit de familie Gonyleptidae.